# Иванов, Владимир Ильич
Влади́мир Ильи́ч Ивано́в (21 июля 1932, Харбин, Китай — 20 октября 2010, Москва, Россия) — советский и российский генетик, известный своими работами по радиационной генетике, генетике развития, медицинской генетике. Член-корреспондент АМН СССР (1984), академик РАМН (1995). Доктор биологических наук (1974), профессор. Директор Медико-генетического научного центра с 1989 по 2001 год. Автор более 300 статей, 11 монографий и учебника для вузов.

## Биография
Родился 21 июля 1932 года в г. Харбин (Китай) в семье капитана речного флота Ильи Наумовича Иванова (17.01.1899, г. Благовещенск — 04.1976, г. Москва). Мать — урождённая Клавдия Андреевна Анщенко. Дед — Наум Поликарпович Иванов, капитан Амурского речного флота, имел два собственных парохода: «Орел» и «Мысль».
С 1950 по 1953 год учился в Харбинском политехническом институте. В возрасте 23 лет переехал в СССР и поступил на биологический факультет Уральского государственного университета имени А. М. Горького в Свердловске, который окончил в 1960 году.
В 1959—1962 гг. работал в Уральском научно-исследовательском и проектном институте механической обработки и обогащения полезных руд. В 1962 году защитил диссертацию на соискание ученой степени кандидата биологических наук. Кандидатская диссертация была посвящена изучению роли тионовых бактерий в природных и технологических процессах выщелачивания медно-сульфидных минералов, результаты этой работы В. И. Иванова нашли применение в практике обогащения руд медью.

## Награды
- Орден «Знак Почёта»[6].
- Орден Дружбы (2003)[7].
- Почётная грамота Президиума Верховного Совета РСФСР (1982)[6].

## Избранные труды
- Тимофеев-Ресовский Н. В., Иванов В. И., Корогодин В. И. Применение принципа попадания в радиобиологии. — М.: Атомиздат, 1968. — 228 с.
- Иванов В. И.. Радиобиология и генетика арабидопсиса. — М.: Наука, 1974. — 190 с.
- Бочков Н. П., Захаров А. Ф., Иванов В. И. Медицинская генетика (Руководство для врачей) / АМН СССР. — М.: Медицина, 1984. — 368 с.
- Иванов В. И., Барышникова Н. В., Билева Дж. С., Дадали Е. Л., Константинова Л. М., Кузнецова О. В., Поляков А. В. Генетика : Учеб. для вузов / Акад. В. И. Иванов. — М.: Академкнига, 2006. — 638 с. — ISBN 5-94628-146-1.

### Избранные статьи
- Иванов В. И., Тимофеева-Ресовская Е. А., Тимофеев-Ресовский Н. В. О накоплении цезия пресноводными растениями // Труды АН СССР. Урал. фил. Ин-т биологии. — 1965. — Вып. 45: Проблемы радиационной биогеоценологии. — С. 33-40.
- Тимофеев-Ресовский Н. В., Иванов В. И., Глотов Н. В. Некоторые вопросы радиационной генетики // Актуальные вопросы современной генетики. — 1966. — С. 412-433.
- Тимофеев-Ресовский Н. В., Иванов В. И.. Некоторые вопросы феногенетики // Актуальные вопросы современной генетики. — 1966. — С. 114-130.
- Иванов В. И., Санина А. В. , Тимофеева-Ресовская Е. А. Влияние гамма-облучения семян на выживаемость, рост, развитие и плодоношение Arabidopsis thaliana (L.) Heynh // Радиобиология. — 1968. — Т. 8, № 1. — С. 118-123.
- Timofeev-Resovskii N. V., Ginter E. K., Glotov N. V., Ivanov V. I.. Genetic and somatic effects of x-rays and fast neutrons in experiments on Arabidopsis and Drosophila (англ.) // Sov Genet. — 1971. — Vol. 4, no. 4. — P. 446-453.
- Булыженков В. Е., Гинтер Е. К. , Иванов В. И.. Взаимодействие гомеозисных мутаций aristapedia и polycomb в онтогенезе Drosophila melanogaster // Онтогенез. — 1974. — Т. 5, № 6. — С. 634-641.
- Иванов В. И., Левина Л. Я., Константинова Л. М. и др. Компьютерный анализ в изучении множественных врожденных пороков развития, связанных с нарушениями хромосом: фенокариотипические взаимоотношения и генетические маркеры // Вестник РАМН. — 1992. — № 4. — С. 24-30.
- Иванов В. И., Левина Л. Я., Смолянова Г. Г. Хромосома 2 человека: база данных по цитогенетическому картированию и фенотипическим характеристикам структурных нарушений // Генетика. — 1997. — Т. 33, № 12. — С. 1681-1687.
- Бочков Н. П., Иванов В. И., Лопухин Ю. М., Субботина Т. И. О биоэтической и правовой проработке вопросов применения генотерапии // Вестник РАМН. — 1997. — № 8. — С. 38-40.
- Иванов В. И.. Очерк о научных работах Николая Владимировича Тимофеева-Ресовского // Онтогенез, эволюция, биосфера. — М.: Наука, 1989. — С. 33-40.
- Тимофеев-Ресовский, Николай Владимирович : [арх. 9 декабря 2022] / Иванов В. И. // Телевизионная башня — Улан-Батор. — М. : Большая российская энциклопедия, 2016. — С. 142—143. — (Большая российская энциклопедия : [в 35 т.] / гл. ред. Ю. С. Осипов ; 2004—2017, т. 32). — ISBN 978-5-85270-369-9.